# Hubertus von Morr
Hubertus von Morr (* 6. September 1947 in Berlin) ist ein ehemaliger deutscher Diplomat. Er war unter anderem Botschafter der Bundesrepublik Deutschland in Südkorea und zuletzt zwischen August 2006 und Juli 2012 Botschafter in Luxemburg.

## Leben
Nach dem Studium der Rechtswissenschaften an den Universitäten Bonn und Genf, das er 1976 mit der Promotion zum Dr. jur. mit einer Dissertation zum Thema Der Bestand der deutschen Staatsangehörigkeit nach dem Grundvertrag abschloss, arbeitete er als Wissenschaftlicher Assistent am Lehrstuhl für Internationales Recht der Universität Bonn (1973 bis 1976).
Nach dem Eintritt in den Auswärtigen Dienst 1977 folgten Verwendungen im Referat für Berlin- und Deutschlandpolitik im Auswärtigen Amt Bonn, als Presseattaché an der Botschaft in der Türkei, als Konsul der Bundesrepublik Deutschland in Houston/Texas (1984 bis 1986) sowie im Referat für die NATO im Auswärtigen Amt in Bonn. Von 1989 bis 1991 gehörte von Morr der Deutschen Delegation bei den KSE-Verhandlungen (Verhandlungen über die konventionellen Streitkräfte in Europa) in Wien an.
Von 1991 bis 1993 war von Morr Stellvertretender Leiter des Referats für Amerika und Sicherheitspolitik im Bundeskanzleramt sowie im Anschluss bis 1995 Leiter des Referats für Öffentlichkeitsarbeit des Bundeskanzlers im Ausland im Bundeskanzleramt. Als solcher war er Verfasser von Reden des Bundeskanzlers und Mitarbeiter bei der politischen Planung. Daraufhin war Dr. von Morr Gruppenleiter für Kommunikation, Öffentlichkeitsarbeit, gesellschaftliche und politische Analysen im Bundeskanzleramt. Von 1997 bis 1999 war er Ministerialdirigent und Leiter der Dienststelle Berlin des Bundeskanzleramtes.
1999 wurde er Botschafter und Krisenbeauftragter des Auswärtigen Amtes, bevor er von 2000 bis August 2003 Botschafter der Bundesrepublik Deutschland in der Republik Korea war. Im Anschluss daran war er seit 4. August 2003 Generalkonsul der Bundesrepublik Deutschland in São Paulo. Das Generalkonsulat São Paulo ist die offizielle Vertretung der Bundesrepublik Deutschland in den brasilianischen Bundesstaaten São Paulo, Mato Grosso do Sul und Paraná.
Seit August 2006 war Hubertus von Morr Botschafter in Luxemburg und damit Nachfolger von Roland Lohkamp, der stattdessen Botschafter in Rumänien wurde. Im Juli 2012 wurde Christine Gläser, die bisherige Generalkonsulin in Barcelona, seine Nachfolgerin als Botschafterin in Luxemburg.
Seit Februar 2010 ist von Morr darüber hinaus Lehrbeauftragter für Völkerrecht an der Universität Trier.

## Veröffentlichungen
- Der Bestand der deutschen Staatsangehörigkeit nach dem Grundvertrag, Berlin 1977, ISBN 3-428-04022-8
- Walther Rathenau, Foreign Minister of Germany during the Weimar Republic, and the Promotion of European Integration. In: Sharon Pardo and Hila Zahavi (Hrsg.): The Jewish Contribution to European Integration. Lexington Books, Lanham MD 2019, ISBN 978-1-7936-0319-7

## Weblink
- Lebenslauf bei der Deutschen Botschaft Luxemburg (Memento vom 21. August 2007 im Internet Archive)

| Vorgänger     | Amt                                         | Nachfolger    |
| ------------- | ------------------------------------------- | ------------- |
| Claus Vollers | Deutscher Botschafter in Südkorea 2000–2003 | Michael Geier |

| Personendaten    | Personendaten      |
| ---------------- | ------------------ |
| NAME             | Morr, Hubertus von |
| KURZBESCHREIBUNG | deutscher Diplomat |
| GEBURTSDATUM     | 6. September 1947  |
| GEBURTSORT       | Berlin             |